# Maxou
Maxou ist eine französische Gemeinde mit 288 Einwohnern (Stand: 1. Januar 2022) im Département Lot in der Region Okzitanien. Sie gehört zum Kanton Causse et Bouriane und zum Arrondissement Cahors. Sie grenzt im Norden an Gigouzac und Mechmont, im Osten an Francoulès, im Südosten an Bellefont-La Rauze, im Süden an Saint-Pierre-Lafeuille, im Südwesten an Calamane und im Westen an Boissières.

## Bevölkerungsentwicklung
| Jahr      | 1962 | 1968 | 1975 | 1982 | 1990 | 1999 | 2008 | 2018 |
| --------- | ---- | ---- | ---- | ---- | ---- | ---- | ---- | ---- |
| Einwohner | 141  | 125  | 118  | 184  | 210  | 237  | 248  | 304  |